# José Manuel Sapag
José Manuel Sapag (Buenos Aires, 28 de septiembre de 1995) es un piloto argentino de automovilismo. Desarrolló su carrera deportiva compitiendo en diferentes categorías del plano nacional, a la vez de competir en oportunidades a nivel internacional. En su país se inició profesionalmente en la Fórmula Metropolitana, pasando luego a competir en categorías de turismo. En este ámbito compitió en TC 2000, Súper TC 2000 y Top Race. A nivel internacional supo ser invitado a distintos campeonatos de categoría TCR, llegando a competir en la Copa Mundial de Turismos.
Entre sus relaciones personales, es nieto del político neuquino Amado Sapag, de gran influencia en la provincia de Neuquén y cofundador del partido provincial Movimiento Popular Neuquino.

## Carrera
Sapag comenzó su carrera en 2014 en la Fórmula Metropolitana, y al año siguiente alcanzó un podio. En 2016 debutó en TC 2000 con el equipo PSG16 Team y volvió a competir en la Fórmula Metropolitana, donde ganó por primera vez.
En 2017 participó en competencias de varios campeonatos, destacando su participación en la temporada de TC 2000 y su victoria en la quinta fecha en Río Cuarto. Repitió participación en la siguiente temporada, logrando nuevamente un triunfo, pero de la mano del Ambrogio Racing.
Debutó en el Súper TC 2000 como invitado de Federico Iribarne en los 200 km de Buenos Aires 2018. Ese mismo año debutó internacionalmente en diferentes campeonatos de TCR. También corrió la temporada de Top Race Series.
En 2019 volvió a ser invitado para los 200 km de Súper TC 2000, esta vez por Marcelo Ciarrocchi, y también corrió como piloto titular en las últimas dos fechas, siempre para el equipo Citroën Total Racing. Finalizó séptimo en el campeonato de TC 2000 con dos victorias.
En 2020 pasó a ser piloto de tiempo completo en Súper TC 2000 con el FDC, siendo eventualmente reemplazado por Matías Cravero durante sus compromisos en el exterior. Participó en las últimas dos fechas con el Monti Motorsport. Fuera de su país, corrió en el campeonato europeo de TCR y debutó en la Copa Mundial de Turismos, en esta última como piloto invitado para dos fechas con el equipo Target Competition.

## Resumen de carrera
| Temporada | Categoría                     | Equipo                        | Carreras | Victorias | Poles | VR | Podios | Puntos | Pos. |
| --------- | ----------------------------- | ----------------------------- | -------- | --------- | ----- | -- | ------ | ------ | ---- |
| 2014      | Fórmula Metropolitana         | CB Sport                      | 3        | 0         | 0     | 0  | 0      | 2      | 31.º |
| 2015      | Fórmula Metropolitana         | CB Racing                     | 13       | 0         | 1     | 0  | 1      | 59     | 9.º  |
| 2016      | TC 2000                       | PSG-16 Team                   | 9        | 0         | 0     | 0  | 0      | 25.5   | 27.º |
| 2016      | Fórmula 4 Nueva Generación    | Becerra Racing                | 3        | 0         | 0     | 0  | 0      | 25.5   | 22.º |
| 2016      | Fórmula Metropolitana         | CB Racing                     | 29       | 1         | 0     | 1  | 7      | 197.5  | 7.º  |
| 2017      | Top Race Series               | JLS Motorsport                | 2        | 0         | 0     | 0  | 0      | 1      | 30.º |
| 2017      | Top Race Junior               | -                             | 2        | 0         | 0     | 0  | 0      | 9      | 26.º |
| 2017      | TC 2000                       | PSG16 Team                    | 20       | 1         | 1     | 0  | 2      | 88     | 15.º |
| 2017      | Fórmula Renault 2.0 Argentina | Litoral Group                 | 12       | 0         | 0     | 0  | 3      | 191    | 12.º |
| 2017      | Fórmula Renault Plus          | Aimar Motorsport              | 1        | 0         | 0     | 0  | 0      | 12     | 42.º |
| 2018      | Súper TC 2000                 | Citroën Total Racing          | 1        | 0         | 0     | 0  | 0      | 0      | -    |
| 2018      | TCR Europe Touring Car Series | Baporo Motorsport             | 2        | 0         | 0     | 0  | 0      | 0      | 31.º |
| 2018      | 24H TCE Series                | Baporo Motorsport             | 1        | 0         | 0     | 0  | 0      | 0      | -    |
| 2018      | Fiat Competizione             | -                             | 1        | 0         | 0     | 0  | 0      | 18     | 27.º |
| 2018      | TC 2000                       | Citroën Total Racing Team PSG | 14       | 1         | 0     | 1  | 3      | 275    | 6.º  |
| 2018      | Top Race Series               | Pfening Competición           | 12       | 1         | 0     | 0  | 1      | 76     | 7.º  |
| 2019      | 24H TCE Series                | Baporo Motorsport             | 1        | 0         | 0     | 0  | 1      | 0      | -    |
| 2019      | Súper TC 2000                 | Citroën Total Racing          | 3        | 0         | 0     | 0  | 0      | 0      | -    |
| 2019      | Top Race V6                   | MS Sportteam                  | 12       | 0         | 0     | 0  | 0      | 11     | 14.º |
| 2019      | TC 2000                       | Citroën Total Racing Team PSG | 12       | 2         | 2     | 2  | 4      | 194    | 7.º  |
| 2020      | Súper TC 2000                 | FDC                           | 13       | 0         | 0     | 0  | 0      | 0      | NC   |
| 2020      | Súper TC 2000                 | Monti Motorsport              | 13       | 0         | 0     | 0  | 0      | 0      | NC   |
| 2020      | Top Race V6                   | Lincoln Motorsport            | 1        | 0         | 0     | 0  | 0      | 6      | 16.º |
| 2020      | Copa Mundial de Turismos      | Target Competition            | 6        | 0         | 0     | 0  | 0      | 0      | -    |
| 2020      | TCR Europe Touring Car Series | Target Competition            | 6        | 0         | 0     | 0  | 0      | 36     | 20.º |
| 2020      | TCR Ibérico                   | Target Competition            | 4        | 0         | 0     | 0  | 0      | 0      | 20.º |
| 2021      | Súper TC 2000                 | Puma Energy Honda Racing      | 22       | 0         | 0     | 0  | 0      | 1      | 19.º |
| 2021      | Top Race V6                   | Lincoln Motorsport            | 14       | 1         | 0     | 0  | 4      | 99     | 8.º  |
| 2021      | TCR South America             | Squadra Martino               | 10       | 0         | 1     | 0  | 4      | 138    | 4.º  |
| 2022      | Top Race V6                   | Lincoln Motorsport            | 20       | 0         | 0     | 0  | 1      | 103    | 10.º |
| 2022      | TCR South America             | PMO Motorsport                | 12       | 1         | 1     | 1  | 3      | 346    | 4.º  |
| 2023      | Top Race V6                   | Toyota Gazoo Racing Argentina | 18       | 0         | 0     | 0  | 4      | 128    | 6.º  |
| 2023      | TCR South America             | Toyota Team Argentina         | 18       | 0         | 0     | 0  | 2      | 212    | 10.º |
| 2023      | TCR World Tour                | Toyota Team Argentina         | 4        | 0         | 0     | 0  | 0      | 5      | 46.º |
| Fuente:   |                               |                               |          |           |       |    |        |        |      |

## Resultados

### TC 2000
| Año  | Equipo                        | Auto           | 1    | 2    | 3     | 4     | 5    | 6    | 7     | 8     | 9     | 10    | 11    | 12   | 13    | 14     | 15     | 16     | 17    | 18    | 19  | 20     | 21    | 22     | 23     | Res. | Puntos |
| ---- | ----------------------------- | -------------- | ---- | ---- | ----- | ----- | ---- | ---- | ----- | ----- | ----- | ----- | ----- | ---- | ----- | ------ | ------ | ------ | ----- | ----- | --- | ------ | ----- | ------ | ------ | ---- | ------ |
| 2016 |                               |                | SMM  | SMM  | CON I | CON I | BA I | BA I | SJO   | SJO   | LP    | LP    | CDU   | CDU  | BA II | BA II  | CON II | CON II | RAF   | RAF   | AG  | RC     | RC    | PAR    | PAR    | 27°  | 25,5   |
| 2016 | PSG-16 Team                   | Honda Civic IX |      |      |       |       |      |      |       |       |       |       |       |      |       |        | 14     | 17     | 19    | 17†   | Ret | 7      | 8     | Ret    | 13     | 27°  | 25,5   |
| 2017 |                               |                | AG I | AG I | BA I  | BA I  | CDU  | CDU  | PAR I | PAR I | RC    | RC    | BA II | SL   | SL    | PAR II | PAR II | AG II  | SMM   | CON   | CON | BA III |       |        |        | 15°  | 88     |
| 2017 | PSG-16 Team                   | Honda Civic IX | 12   | 12   | 17    | Ret   | 11   | 16†  | Ret   | 15    | 1     | 10    | Ret   | 6    | 21†   |        |        |        |       |       |     |        |       |        |        | 15°  | 88     |
| 2017 | PSG-16 Team                   | Citroën C4 II  |      |      |       |       |      |      |       |       |       |       |       |      |       | 2      | Ret    | Ret    | 12    | 15†   | Ret | 7      |       |        |        | 15°  | 88     |
| 2018 |                               |                | AG I | AG I | CDU   | CDU   | CON  | CON  | RC    | RC    | BA    | LP    | LP    | SL I | SL I  | AG II  | SMM    | SMM    | SL II | SL II | ROS | ROS    | PAR   | PAR    |        | 6°   | 275    |
| 2018 | Citroën Total Racing Team PSG | Citroën C4 II  | 10   | 18   | 11    | 2     | 3    | Ret  | 3     | 6     | 8     | 4     | 2     | 7    | Ret   | Ex.    | 11     | 13     | 1     | 10    | Ret | 5      | 6     | 4      |        | 6°   | 275    |
| 2019 |                               |                | AG   | AG   | OLA   | OLA   | RC I | RC I | CDU   | CDU   | PAR I | PAR I | SNI   | SNI  | ROS   | ROS    | BA I   | RC II  | RC II | OBE   | OBE | BA II  | BA II | PAR II | PAR II | 7°   | 194    |
| 2019 | Citroën Total Racing Team PSG | Citroën C4 II  | 4    | 9    | 8     | Ret   | 4    | Ret  | 18    | 1     | 14†   | Ret   | 1     | 8    | 1     | 2      | 2      | 10     | Ret   | NL    | Ret | 11     | 1     | 4      | Ret    | 7°   | 194    |

### Súper TC 2000
| Año  | Equipo                                  | Auto               | 1    | 2    | 3     | 4     | 5    | 6    | 7     | 8     | 9      | 10     | 11    | 12    | 13    | 14  | 15    | 16  | 17   | 18   | 19    | 20    | 21    | 22   | Res. | Puntos |
| ---- | --------------------------------------- | ------------------ | ---- | ---- | ----- | ----- | ---- | ---- | ----- | ----- | ------ | ------ | ----- | ----- | ----- | --- | ----- | --- | ---- | ---- | ----- | ----- | ----- | ---- | ---- | ------ |
| 2018 |                                         |                    | BA I | ROS  | ROS   | SMM   | PDF  | RAF  | SJU   | OBE   | SFE    | SFE    | TRH   | SNI   | BA II | AG  |       |     |      |      |       |       |       |      | -    | -      |
| 2018 | Citroën Total Racing Súper TC 2000 Team | Citroën C4 II      |      |      |       |       |      |      |       |       |        |        |       |       | Ret   |     |       |     |      |      |       |       |       |      | -    | -      |
| 2019 |                                         |                    | AG   | GR   | VIL   | ROS   | PAR  | SAL  | SNI   | SJU   | SMM    | SMM    | BA    | RC    | CEN   |     |       |     |      |      |       |       |       |      | -    | -      |
| 2019 | Citroën Total Racing Súper TC 2000 Team | Citroën C4 II      |      |      |       |       |      |      |       |       |        |        | 6     | 12    | 17    |     |       |     |      |      |       |       |       |      | -    | -      |
| 2020 |                                         |                    | BA I | BA I | BA II | BA II | AG I | AG I | AG II | AG II | BA III | BA III | BA IV | BA IV | RC    | RC  | PAR   | PAR | BA V | BA V | BA VI |       |       |      | -    | 0      |
| 2020 | FDC Motor Sports                        | Citroën C4 II      | 22   | Ret  | 15    | 11    |      |      |       |       | 21     | 14     | 16†   | Ret   | Ret   | Ret |       |     |      |      |       |       |       |      | -    | 0      |
| 2020 | Monti Motorsport                        | Chevrolet Cruze II |      |      |       |       |      |      |       |       |        |        |       |       |       |     |       |     | 8    | Ret  | 18†   |       |       |      | -    | 0      |
| 2021 |                                         |                    | BA I | BA I | BA II | BA II | AG   | AG   | SNI   | SNI   | BA III | BA III | PAR   | PAR   | TOA   | TOA | BA IV | VIL | VIL  | ROS  | ROS   | AG II | AG II | BA V | 19.º | 1      |
| 2021 | Puma Energy Honda Racing                | Honda Civic X      | Ret  | 17†  | 11    | 14    | 13   | 13   | 10    | 14    | 11     | 10     | 15    | 17†   | 17    | 13  | 12    | 20† | 16   | 14   | 15    |       |       |      | 19.º | 1      |

### TCR Europe Touring Car Series
(Clave) (negrita indica pole position) (cursiva indica vuelta rápida)

| Año  | Equipo             | Auto              | 1   | 2   | 3   | 4   | 5   | 6   | 7   | 8   | 9   | 10  | 11  | 12  | 13  | 14  | Pos. | Pts. |
| ---- | ------------------ | ----------------- | --- | --- | --- | --- | --- | --- | --- | --- | --- | --- | --- | --- | --- | --- | ---- | ---- |
| 2018 |                    |                   | LEC | LEC | ZAN | ZAN | SPA | SPA | HUN | HUN | ASS | ASS | MON | MON | BAR | BAR | -    | 0    |
| 2018 | Baporo Motorsport  | Cupra TCR         |     |     |     |     |     |     |     |     |     |     | Ret | 11  |     |     | -    | 0    |
| 2020 |                    |                   | LEC | LEC | ZOL | ZOL | MON | MON | BAR | BAR | SPA | SPA | JAR | JAR |     |     | 20°  | 36   |
| 2020 | Target Competition | Hyundai i30 N TCR |     |     |     |     |     |     | 3   | 3   | 2   | Ret | 4   | 2   |     |     | 20°  | 36   |

#### Yokohama Trophy
(Clave) (negrita indica pole position) (cursiva indica vuelta rápida)

| Año  | Equipo             | Auto              | 1   | 2   | 3   | 4   | 5   | 6   | 7   | 8   | 9   | 10  | 11  | 12  | Pos. | Pts. |
| ---- | ------------------ | ----------------- | --- | --- | --- | --- | --- | --- | --- | --- | --- | --- | --- | --- | ---- | ---- |
| 2020 |                    |                   | LEC | LEC | ZOL | ZOL | MON | MON | BAR | BAR | SPA | SPA | JAR | JAR | 6°   | 75   |
| 2020 | Target Competition | Hyundai i30 N TCR |     |     |     |     |     |     | 3   | 3   | 2   | Ret | 4   | 2   | 6°   | 75   |

### Copa Mundial de Turismos
(Clave) (negrita indica pole position) (cursiva indica vuelta rápida)

| Año  | Equipo             | Auto              | 1   | 2   | 3   | 4   | 5   | 6   | 7   | 8   | 9   | 10  | 11  | 12  | 13  | 14  | 15  | 16  | Pos. | Pts. |
| ---- | ------------------ | ----------------- | --- | --- | --- | --- | --- | --- | --- | --- | --- | --- | --- | --- | --- | --- | --- | --- | ---- | ---- |
| 2020 |                    |                   | BEL | BEL | ALE | ALE | SVK | SVK | SVK | HUN | HUN | HUN | ESP | ESP | ESP | ARA | ARA | ARA | -    | -    |
| 2020 | Target Competition | Hyundai i30 N TCR |     |     |     |     |     |     |     | 20  | 15  | 18  |     |     |     | 19  | Ret | DNS | -    | -    |

### TCR South America
| Año  | Equipo                | Auto                         | 1   | 2   | 3   | 4   | 5   | 6   | 7   | 8   | 9   | 10  | 11  | 12  | 13  | 14  | 15  | 16  | 17  | 18  | Pos. | Pts. |
| ---- | --------------------- | ---------------------------- | --- | --- | --- | --- | --- | --- | --- | --- | --- | --- | --- | --- | --- | --- | --- | --- | --- | --- | ---- | ---- |
| 2021 |                       |                              | INT | INT | CUR | RIV | RIV | EPI | EPI | RCU | RCU | BA  | AG  | AG  | CDU | CDU |     |     |     |     | 4.º  | 138  |
| 2021 | Squadra Martino       | Honda Civic Type-R TCR (FK7) | 5   | 5   | Ret |     |     | 3   | 3   | 4   | Ret | 3   | 3   | 7   |     |     |     |     |     |     | 4.º  | 138  |
| 2022 |                       |                              | VEL | VEL | INT | GOI | GOI | RIV | RIV | EPI | EPI | TRH | BA  | BA  | VIL | VIL |     |     |     |     | 4.º  | 346  |
| 2022 | PMO Motorsport        | Lynk & Co 03 TCR             | 6   | 2   | 4   | 4   | 4   | 5   | 7   | 3   | 1   | 1   | 5   | Ret | WD  | WD  |     |     |     |     | 4.º  | 346  |
| 2023 |                       |                              | AG  | AG  | ROS | ROS | TRH | INT | RIV | RIV | EPI | EPI | LAP | LAP | VLP | VLP | VEL | VEL | CAS | CAS | 10°  | 212  |
| 2023 | Toyota Team Argentina | Toyota Corolla GRS TCR       | 9   | 7   | 9   | 3   | Ret | 17  | 11  | Ret | 10  | 12  | 10  | 5   | 10  | 3   | 8   | 5   | 15  | 9   | 10°  | 212  |

### TCR World Tour
(Clave) (negrita indica pole position) (cursiva indica vuelta rápida)

| Año  | Equipo                | Auto                   | 1   | 2   | 3   | 4   | 5   | 6   | 7   | 8   | 9   | 10  | 11  | 12  | 13  | 14  | 15  | 16  | 17  | 18  | 19  | 20  | Pos. | Pts. |
| ---- | --------------------- | ---------------------- | --- | --- | --- | --- | --- | --- | --- | --- | --- | --- | --- | --- | --- | --- | --- | --- | --- | --- | --- | --- | ---- | ---- |
| 2023 |                       |                        | POR | POR | SPA | SPA | VAL | VAL | HUN | HUN | EPI | EPI | LAP | LAP | SID | SID | SID | BAT | BAT | BAT | MAC | MAC | 46°  | 5    |
| 2023 | Toyota Team Argentina | Toyota Corolla GRS TCR |     |     |     |     |     |     |     |     | 19  | 21  | 15  | 12  |     |     |     |     |     |     |     |     | 46°  | 5    |